# Chionaema impunctata
Chionaema impunctata là một loài bướm đêm thuộc phân họ Arctiinae, họ Erebidae.